# La Red (canal de televiziune)

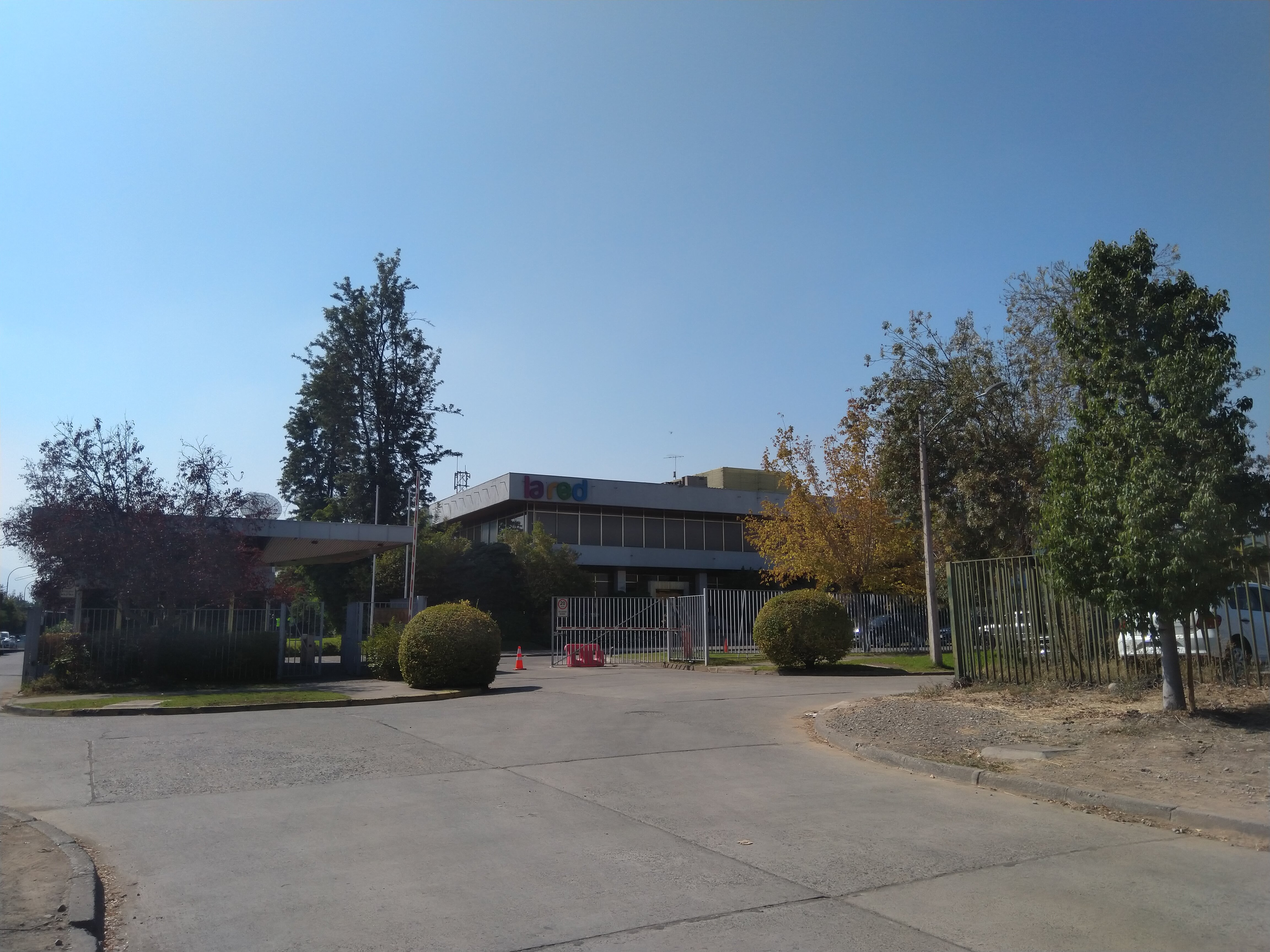
postul de televiziune La Red

La Red sau Red Chilena de Televisión este un canal de televiziune din Chile, înființată în anul 1990.